# Aeroportul São José dos Campos
Aeroportul São José dos Campos (IATA: SJK, ICAO: SBSJ) este un aeroport din São José dos Campos, São Paulo, Brazilia ce deservește zona São José dos Campos. Aeroportul a fost tranzitat în 2022 de 64 de pasageri. A fost numit după zona deservită.
Situat la o altitudine de 647 m, aeroportul dispune de 1 pistă. Este operat de Infraero⁠(d).

## Infrastructură

### Piste
Aeroportul dispune de o singură pistă. Pista 15/33 are suprafața de asfalt și dimensiunile 2.676 m × 45 m. 